# Ile-Ile
Der Ile-Ile (indonesisch Gunung Ile-Ile) ist ein indonesischer Berg in der Provinz Zentralsulawesi (Sulawesi Tengah), im Norden der Insel Sulawesi. Er hat eine Höhe von 1432 m und gehört zu den Matinan Mountains.

## Fauna
Vom Namen des Berges leitet sich die wissenschaftliche Bezeichnung des Flachland-Ferkelhörnchen (Hyosciurus ileile) ab, dessen Typus hier 1936 auf 1700 m entdeckt wurde. Auch die Holotyp des Froschs Limnonectes heinrichi stammt von hier.